# Dove-Prisma
Das Dove-Prisma, selten auch Harting-Dove-Prisma genannt, ist ein optisches Prisma, das zu den umkehrenden Reflexionsprismen gezählt wird. Da das Licht sowohl an der Eintritts- als auch an der Austrittsfläche gebrochen wird, kann es zur Bildumkehr nur bei monochromatischem Licht verwendet werden. Seine Anwendung ist zudem auf parallele Strahlenbündel begrenzt, da durch die Brechung an den schiefen Seitenflächen Astigmatismus auftreten würde.
Benannt wurde das Prisma nach  Heinrich Wilhelm Dove.

## Aufbau und Funktionsweise

Strahlengang in einem Dove-Prisma

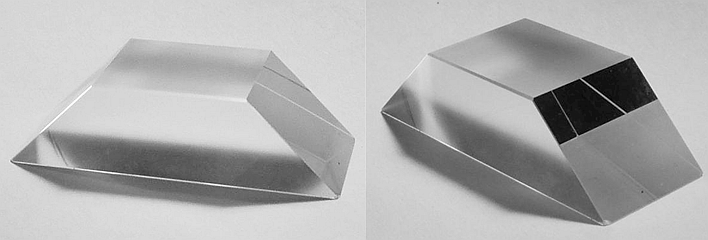
Dove-Prisma

Ein Dove-Prisma ist ein Prisma mit der Grundfläche eines Trapezes mit um 45° geneigten Seitenflächen; oft wird es auch als ein gleichschenkliges, rechtwinkliges Prisma beschrieben, bei dem der im optisch nicht wirksamen Bereich abgeschnitten ist. Die Länge des Prismas ist in der Regel vier- bis fünfmal (im Fall von Glas als Prismenmaterial) so groß wie der Durchmesser des Lichtbündels, das übertragen werden soll.
Trifft ein entlang der Längsachse des Prismas verlaufender, kollimierter Lichtstrahl auf eine der geneigten Einfallsflächen wird er zunächst in das Prisma hinein gebrochen und auf die längste Seite des Prismas geleitet. Dort erfährt der Lichtstrahl eine Totalreflexion und wird in der geneigten Austrittsfläche erneut gebrochen. Ein- und austretender Strahl sind zueinander fluchtend, jedoch erfährt ein Bild durch die einmalige Reflexion im Prisma eine Spiegelung um eine Gerade quer zur Strahlrichtung.

## Eigenschaften und Anwendung

### Rotation um die Längsachse
Wird ein Dove-Prisma um seine Längsachse gedreht, so wird ein übertragenes Bild um den doppelten Winkel gedreht.
Bei einer Drehung des Prismas um beispielsweise 180° dreht sich das Bild um 360°, und die Rotationsgeschwindigkeit des Bildes um die optische Achse ist doppelt so groß wie die Rotationsgeschwindigkeit des Prismas.
Diese Eigenschaft kann genutzt werden, um ein Strahl um einen willkürlich gewählten Winkel zu drehen. Daraus ergibt sich der Einsatz von Dove-Prismen als „Strahldreher“, die unter anderem in Bereichen wie der Interferometrie, Astronomie und Mustererkennung Anwendung finden. Ein spezielles Einsatzgebiet sind mehrkanalige faseroptische Drehübertrager zur Kopplung von Lichtwellenleitern von stehenden auf rotierende Teile, wie z. B. in Industrierobotern. Dabei wird das Dove-Prisma durch ein spezielles Getriebe mit der halben Geschwindigkeit gedreht wie der bewegliche Faserteil, und somit die permanente Abbildung der kollimierten Lichtstrahlen von den Eingangs- auf die Ausgangsfasern realisiert.
Der Zusammenhang zwischen den Drehwinkeln des Dove-Prismas und des übertragenen Bildes kann mit Methoden der linearen Algebra hergeleitet werden. Bei der vorliegenden optischen Abbildung, einer Achsenspiegelung, handelt es sich um einen Endomorphismus {\displaystyle {\vec {f}}_{B}\colon \mathbb {R} ^{2}\to \mathbb {R} ^{2}}, mit {\displaystyle {\vec {f}}_{B}({\vec {r}})=M_{B}^{B}\cdot {\vec {r}}}. Die Matrix {\displaystyle M_{B}^{B}={\begin{pmatrix}1&0\\0&-1\end{pmatrix}}} bezeichnet hierbei die Abbildungsmatrix bezüglich einer kartesischen Basis {\displaystyle B} des {\displaystyle \mathbb {R} ^{2}}, welche so gewählt sei, dass die x-Achse des Koordinatensystems mit der Spiegelachse übereinstimmt. Wird das Dove-Prisma um einen Winkel {\displaystyle \alpha } um seine Längsachse gedreht, ist dies im Bezugssystem {\displaystyle B'} des Prismas äquivalent zu einer Drehung von Bild- und Gegenstandsebene um {\displaystyle -\alpha }. Ein Punkt {\displaystyle {\vec {r}}} in der Gegenstandsebene, der in der Basis B durch Koordinaten {\displaystyle {\vec {r}}={\begin{pmatrix}x\\y\end{pmatrix}}} beschrieben wird, hat nun im Bezugssystem des Prismas die Koordinaten {\displaystyle {\vec {r}}'=R_{-\alpha }\cdot {\vec {r}}} mit der Drehmatrix {\displaystyle R_{-\alpha }={\begin{pmatrix}\cos \alpha &\sin \alpha \\-\sin \alpha &\cos \alpha \end{pmatrix}}}.
Der zugehörige Bildpunkt hat in der Bildebene die Koordinaten
{\displaystyle {\vec {f}}_{B'}({\vec {r}})=M_{B'}^{B'}\cdot {\vec {r}}=T\cdot M_{B}^{B}\cdot T^{-1}\cdot {\vec {r}}={\begin{pmatrix}\cos(2\alpha )&\sin(2\alpha )\\\sin(2\alpha )&-\cos(2\alpha )\end{pmatrix}}\cdot {\vec {r}},}
wobei die Basiswechselmatrix {\displaystyle T} bzw. ihre inverse Matrix {\displaystyle T^{-1}} gegeben sind durch
{\displaystyle T={\begin{pmatrix}\cos \alpha &-\sin \alpha \\\sin \alpha &\cos \alpha \end{pmatrix}}\qquad {\text{und}}\qquad T^{-1}={\begin{pmatrix}\cos \alpha &\sin \alpha \\-\sin \alpha &\cos \alpha \end{pmatrix}}.}
Der Bildpunkt {\displaystyle {\vec {f}}_{B'}({\vec {r}})} ist gegenüber {\displaystyle {\vec {f}}_{B}({\vec {r}})} um den Winkel {\displaystyle 2\alpha } um die Längsachse rotiert:
{\displaystyle {\vec {f}}_{B'}({\vec {r}})=R_{2\alpha }\cdot {\vec {f}}_{B}({\vec {r}}).}

### Polarisation
Lesso und Padgett (1999) sowie Moreno et al. (2003, 2004) haben festgestellt, dass sich der Polarisationszustand eines Lichtstrahls beim Durchgang durch ein Dove-Prisma ändert. Diese Eigenschaften der Dove-Prismen sind von besonderem Interesse, da sie die Signalmessung von wissenschaftlichen Instrumenten beeinflussen können.

## Varianten

### Doppel-Dove-Prisma
Werden zwei Dove-Prismen an ihrer längsten Seite (nach dessen Verspiegelung durch eine Metallbeschichtung) zusammengefügt, entsteht das sogenannte Doppel-Dove-Prisma. Es verhält sich im Wesentlichen wie ein einfaches Dove-Prisma, jedoch liegt die Strahlmitte in der Mitte des Gesamtprismas. Dadurch wird der Lichtstrahl in zwei im Prisma unterschiedlich verlaufende Teilstrahlen aufgespalten und das Prisma kann (im Vergleich zum einfachen Dove-Prisma) bei doppelter Höhe in der Länge halbiert werden. Durch die Aufspaltung in zwei Teilstrahlen muss das doppelte Dove-Prisma sehr genau gefertigt werden, um beispielsweise ein Auseinanderdriften der beiden Bildhälften zu verhindern.

### Dove-Prisma mit Dachkantflächen
Bei diesem Prisma ist die große, reflektierende Fläche durch zwei Dachkant-Flächen ersetzt. Es entspricht im Wesentlichen einem Amici-Prisma, bei dem das Lichtbündel aber die Ein- und die Austrittsfläche senkrecht passiert. Bei der Reflexion an den Dachkant-Flächen wird das Bild in der Mitte gespalten, und die Halbbilder werden getrennt je zweimal reflektiert, bevor sie sich wieder vereinigen. Die doppelte Reflexion bewirkt, dass ein Bild nicht spiegelverkehrt wird. Im Dove-Prisma mit Dachkantflächen erfährt ein Bild eine Drehung von 180° um die optische Achse.